# 斯瓦米马莱
斯瓦米马莱（Swamimalai），是印度泰米尔纳德邦坦贾武尔县的一个城镇。总人口6985（2001年）。

## 人口
该地2001年总人口6985人，其中男性3431人，女性3554人；0—6岁人口788人，其中男399人，女389人；识字率74.96%，其中男性为80.41%，女性为69.70%。